# Bahnstrecke Santa Ninfa–Salemi
| |                          |                                        |                                        |
| Streckenlänge: | 9,5 km                   |                                        |                                        |
| Spurweite: | 950 mm (ital. Meterspur) |                                        |                                        |
| Maximale Neigung: | 30 ‰                     |                                        |                                        |
| |                          |                                        |                                        |
| Betriebsstellen und Strecken |                          |                                        |                                        |
| \| \| \| von Burgio, bis 1968 \| \| \| \| 0,00 \| Santa Ninfa Campagna \| 336 m s.l.m. \| \| \| \| nach Castelvetrano, bis 1968 \| \| \| \| 2,90 \| Santa Ninfa Città \| 410 m s.l.m. \| \| \| 9,10 \| von Castelvetrano \| von Castelvetrano \| \| \| 9,50 \| Salemi-Gibellina \| 225 m s.l.m. \| \| \| \| nach Alcamo Diramazione \| \| \| \| \| nach Calatafimi (nicht fertiggestellt) \| \| |                          |                                        |                                        |
| Strecke (außer Betrieb) |                          | von Burgio, bis 1968                   | von Burgio, bis 1968                   |
| Bahnhof (Strecke außer Betrieb) | 0,00                     | Santa Ninfa Campagna                   | 336 m s.l.m.                           |
| Abzweig geradeaus und nach links (Strecke außer Betrieb) |                          | nach Castelvetrano, bis 1968           | nach Castelvetrano, bis 1968           |
| Bahnhof (Strecke außer Betrieb) | 2,90                     | Santa Ninfa Città                      | 410 m s.l.m.                           |
| Strecke von links · Kreuzung geradeaus oben (Strecke geradeaus außer Betrieb) | 9,10                     | von Castelvetrano                      | von Castelvetrano                      |
| Bahnhof · Bahnhof (Strecke außer Betrieb) | 9,50                     | Salemi-Gibellina                       | 225 m s.l.m.                           |
| Strecke nach rechts · Strecke (außer Betrieb) |                          | nach Alcamo Diramazione                | nach Alcamo Diramazione                |
| Strecke (außer Betrieb) |                          | nach Calatafimi (nicht fertiggestellt) | nach Calatafimi (nicht fertiggestellt) |

Die Bahnstrecke Santa Ninfa–Salemi (italienisch Ferrovia Santa Ninfa–Salemi) war eine 9,5 Kilometer lange Strecke des in italienischer Meterspur ausgeführten sizilianischen Schmalspurnetzes. Sie wurde zwischen 1935 und 1954 von den Ferrovie dello Stato betrieben und verband Santa Ninfa mit Salemi an der Bahnstrecke Palermo–Trapani. Die Fortsetzung nach Calatafimi wurde nie fertiggestellt.

## Geschichte
Die Linie wurde projektiert, um die Gemeinden des Valle del Belice direkt mit dem Provinzhauptort Trapani zu verbinden, so dass der lange Umweg über die normalspurige Bahnstrecke Palermo–Trapani entlang der Südküste Siziliens hätte vermieden werden können. Die Planung der in Santa Ninfa beginnenden Strecke kam aber zu spät, so dass die Schmalspurbahn nicht mehr gebaut wurde. Sie hätte mit der 1937 eröffneten Normalspurstrecke Alcamo Diramazione–Trapani über Milo konkurriert.
Zunächst wurde an Stelle der durchgehenden Strecke nach Trapani ein Projekt verfolgt, das einen Anschluss der Schmalspurbahn im Bahnhof Calatafimi an der neuen Normalspurstrecke nach Trapani vorsah, am Ende wurde aber nur das kurze Stück von Santa Ninfa bis Salemi eröffnet. Die Fortsetzung nach Calatafimi wurde nicht fertiggestellt, obwohl der Bahnkörper und die Hochbauten bereits errichtet waren.
In den ersten Jahren wurden versuchsweise zwischen Santa Ninfa und Salemi Verbrennungstriebwagen eingesetzt. Die beiden Fahrzeuge von Fiat boten 30 Fahrgästen Platz, scheinen aber ohne Erfolg gewesen zu sein, da sich ihre Spuren in der Geschichte schnell verlieren.
Im Fahrplan von 1949 waren sechs Zugspaare zwischen Salemi und Santa Ninfa aufgeführt. Der letzte Zug kam um 21:30 in Santa Ninfa an und verkehrte weiter nach Castelvetrano. Ab 1950 wurden Triebwagen der Baureihe RALn 60 eingesetzt, welche die Fahrzeiten deutlich verkürzten. Ab 1951 verkehrten acht Zugspaare mit den neuen Triebwagen. Die Strecke hatte aber nur ein mäßiges Fahrgastaufkommen, so dass ihre Bedienung am 1. Juli 1954 eingestellt wurde.

## Streckenverlauf
Die kurze Strecke begann beim Bahnhof Santa Ninfa Campagna an der Bahnstrecke Castelvetrano–San Carlo–Burgio, welche aus dem Innern der Insel eine Verbindung nach Castelvetrano herstellte und bis 1968 betrieben wurde. Die Strecke nach Salemi verlief von Santa Ninfa in nordwestlicher Richtung und erreichte nach wenigen Kilometern den Bahnhof Salemi (heute Salemi-Gibellina) an der über Castelvetrano führenden Bahnstrecke Palermo–Trapani. Die Strecke folgt dem Gelände und weist dadurch Steigungen und Gefälle bis zu 30 ‰ auf.
Der Oberbau war mit 27-kg/m-Schienen erstellt, die auf Holzschwellen befestigt waren, die in 82 cm Abstand verlegt waren. Diese kostengünstige Bauweise erlaubte nur tiefe Geschwindigkeiten: die Dampflokomotiven konnten mit 30 km/h, die Triebwagen mit 45 km/h verkehren.

## Fahrzeuge
Die Triebfahrzeuge wurden vom Depot in Castelvetrano gestellt. Dieses beherbergte neben Dampflokomotiven der Baureihen R301 und R302 auch die beiden FIAT-Triebwagen und später die Triebwagen der Baureihe RALn 60.